# Station Faremoutiers - Pommeuse
Station Faremoutiers - Pommeuse is een spoorwegstation in de Franse gemeente Pommeuse. Op het station stoppen treinen van de Transilien lijn P.

## Vorig en volgend station
| Richting  | Vorig station                | Lijn    | Volgend station | Richting    |
| --------- | ---------------------------- | ------- | --------------- | ----------- |
| Paris-Est | Guérard - La Celle-sur-Morin | Trans P | Mouroux         | Coulommiers |